# Vestskjerholmen
Vestskjerholmen est une île norvégienne des îles Lofoten, située dans la commune de Røst du comté de Nordland.